# Verdanson (affluent du Lendou)
Pour les articles homonymes, voir Verdanson.
Le Verdanson est une rivière du sud de la France, dans le département du Lot, en région Occitanie et un affluent droit du Lendou, donc un sous-affluent de la Garonne par la Petite Barguelonne et la Barguelonne.

## Géographie
De 10,7 km de longueur, le Verdanson prend sa source aux alentours de Labastide-Marnhac, au lieu-dit Salgues, à 243 m d'altitude.
Il va se jeter dans le Lendou à Lascabanes, près du lieu-dit des Vignals, au moulin du Troly, à 160 m d'altitude.

## Communes traversées
Dans le seul département du Lot le Verdanson traverse trois communes :
- dans le sens mont vers aval : Labastide-Marnhac (source), Cézac, Lascabanes (confluence).

## Principaux affluents
Le Verdanson aquatre affluents référencés :
- Le Poudans : (rd) 2,4 km sur les deux communes de Cézac et Labastide-Marnhac.
- la Combe de Mataly (rd) 1,8 km sur les deux communes de Cézac et Lascabanes.
- La source des Loups (rd) 1 km sur la seule commune de Lascabanes.
- Le Salgo-arin[réf. nécessaire] (rd) 2,4 km sur la seule commune de Lascabanes.